# Печера (Тячівський район)
Пече́ра (рум. Peștera) — село в Солотвинській селищній громаді Тячівського району Закарпатської області України.
За результатами перепису населення України 2001 року населення села становить 104 особи, з яких румунську мову визнали рідною 100% жителів.

## Назва
Перша згадка у 1900-році як Vályá Pestyere. Інші згадки: 1902, 1907, 1913 Pestyera, 1944-Pescsera, 1983-Пещера.
19 вересня 2024 року Верховна Рада підтримала перейменування села Пещера на Печера. 26 вересня 2024 року перейменування набуло чинності.